# Shell (film)
Pour les articles homonymes, voir Shell et Shell (homonymie).
Pour plus de détails, voir Fiche technique et Distribution.
Shell est un film dramatique britannique réalisé par Scott Graham et sorti en 2012.

## Distribution
- Joseph Mawle : Pete
- Chloe Pirrie : Shell
- Tam Dean Burn : Trucker
- Morven Christie : Young Mother
- Iain De Caestecker : Adam
- Kate Dickie : Claire
- Milla Gibson : Little Girl
- Paul Thomas Hickey : Robert
- Michael Smiley : Hugh